# Network Based Application Recognition
Распознавание сетевых приложений (англ. Network Based Application Recognition, NBAR) — механизм, используемый в компьютерных сетях для распознавания потока данных (dataflow) по первому переданному пакету.
Оборудование компьютерных сетей, использующее NBAR производит тщательный анализ пакета (deep packet inspection) для первого пакета в потоке данных для определения категории трафика, к которой принадлежит данный поток. Затем они настраивают внутренние ПЛИС для соответствующей обработки потока. Классификация обычно происходит по информации 4-го уровня модели OSI, но новые приложения затрудняют такой подход.